# La Demie
La Demie é uma comuna francesa na região administrativa de Borgonha-Franco-Condado, no departamento de Alto Sona. Estende-se por uma área de 6,26 km². Em 2010 a comuna tinha 148 habitantes (densidade: 23,6 hab./km²).